# Josef Bechyně
Josef Bechyně est un lutteur tchèque né le 12 avril 1880 et mort le 1er août 1934.

## Palmarès
en lutte

### Championnats du monde
- Médaille de bronze en 1909 à Vienne (Autriche-Hongrie).

en haltérophilie